# 紺條夏生
紺條 夏生（こんじょう なつみ）は、日本の漫画家。女性。紺条夏生、紺条なっぴ名義でも執筆している。

## 作品リスト

### 紺条なっぴ名義
- 『紅唇 -La Rèure Rouge-』 （1998年5月 司書房〈つかさコミックス〉 全1巻 ISBN 4-8128-0144-3）

### 紺条夏生名義
- 『bitch!』 （1999年9月 司書房〈つかさコミックス〉 全1巻 ISBN 4-8128-0313-6）
- 『エロティカ2000』 （2000年10月 エンジェル出版〈エンジェルコミックス〉 全1巻 ISBN 4-87306-079-6）
- 『SWEET DAYS』 （2000年11月 司書房〈つかさコミックス〉 全1巻 ISBN 4-8128-0493-0）
- 『欲シガリーノ★ネダリーナ』 双葉社〈アクションコミックス〉、全3巻
  1. 2001年5月28日[1] ISBN 4-575-82575-1
  2. 2001年9月12日[2] ISBN 4-575-82600-6
  3. 2002年3月28日[3] ISBN 4-575-82664-2
- 『ラブちゃんぷる』 双葉社〈アクションコミックス〉、全2巻
  1. 2003年9月27日[4] ISBN 4-575-82882-3
  2. 2004年5月28日[5] ISBN 4-575-82975-7
- 『エロティカ200X』 （2004年11月27日[6] 双葉社〈アクションコミックス〉 全1巻 ISBN 4-87306-079-6）
- 『快楽ビフォーアフター』 （2005年7月12日[7] 双葉社〈アクションコミックス〉 全1巻 ISBN 4-575-83111-5）

### 紺條夏生名義
- 『妄想少女オタク系』 双葉社〈アクションコミックス〉、全7巻（『コミックハイ!』Vol.3 - Vol.62）
- 『最低。』 （2017年11月22日[8] 双葉社〈アクションコミックス〉 原作：紗倉まな、『毒りんごcomic』、全1巻 ISBN 978-4-575-85067-3） - コミカライズ
- 『俺のキスで世界が変わるなら』 少年画報社〈ヤングキングコミックス〉、全2巻（『月刊ヤングキングアワーズGH』2020年5月号 - 2022年6月号、全14話）
  1. 2021年5月17日発売[9]、ISBN 978-4-7859-6897-7
  2. 2022年10月17日発売、ISBN 978-4-7859-7250-9
- 『俺が逝クまで永遠の愛を誓え』 少年画報社（『月刊ヤングキングアワーズGH』2025年4月号 - ）